# آرثر ماستيك هايد
آرثر ماستيك هايد (بالإنجليزية Arthur Mastick Hyde) وهو سياسي أمريكي ينتمي إلى الحزب الجمهوري ولد آرثر ماستيك هايد في 12 تموز - يوليو من سنة 1877 في ولاية ميسوري شغل هايد منصب حاكم على ولاية ميسوري ما بين عامي 1921 إلى عام 1925 وشغل كذلك منصب وزير الزراعة في عهد الرئيس هربرت هوفر ما بين عامي 1929 إلى عام 1933 توفي آرثر ماستيك هايد في 17 تشرين الأول - أكتوبر من سنة 1947 في مدينة نيويورك.

## وصلات خارجية
- آرثر ماستيك هايد على موقع إن إن دي بي (الإنجليزية)